# Aloe miskatana
Aloe miskatana är en grästrädsväxtart som beskrevs av Susan Carter. Aloe miskatana ingår i släktet Aloe och familjen grästrädsväxter.
Artens utbredningsområde är Somalia. Inga underarter finns listade i Catalogue of Life.